# Mentor (satélites)

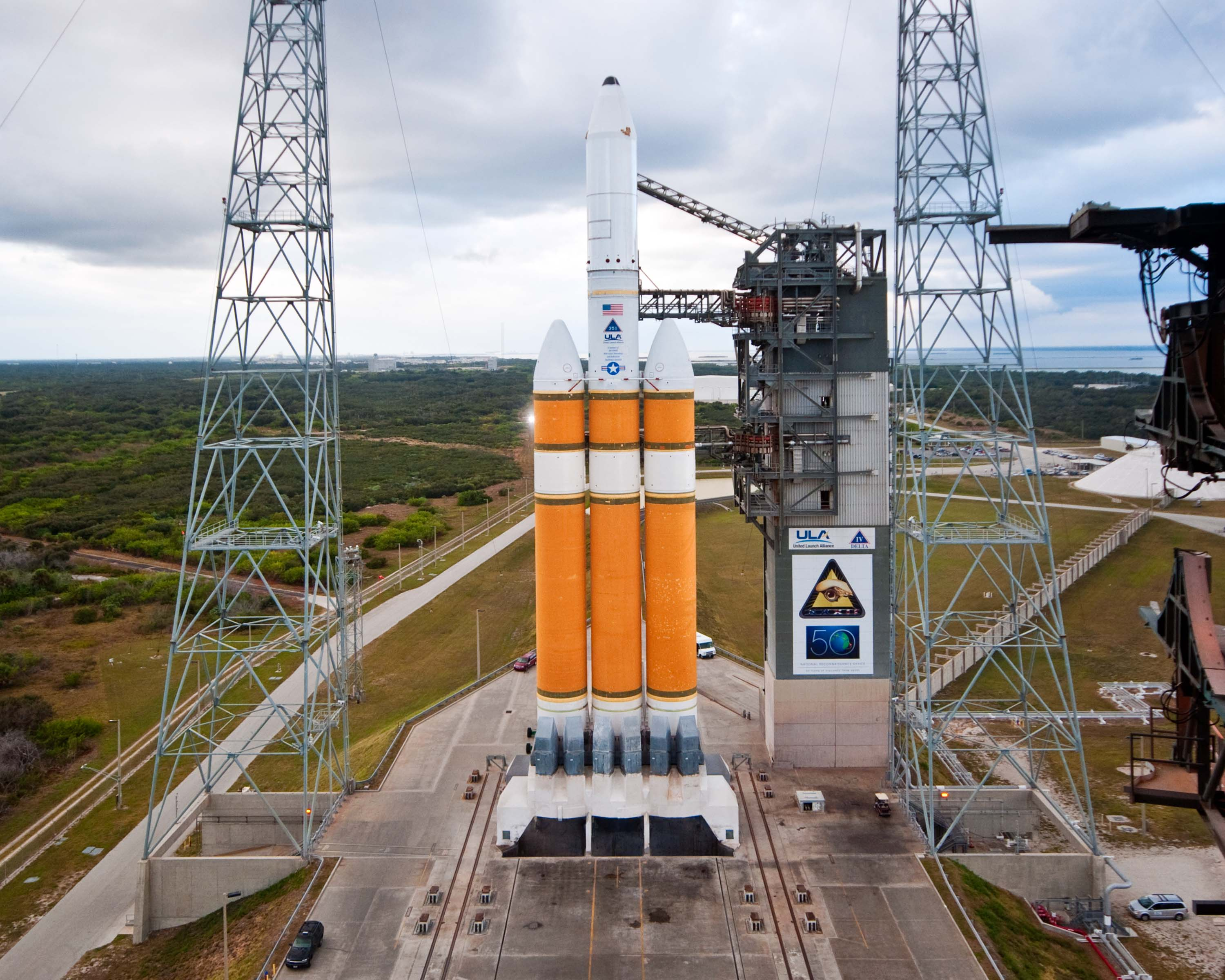
NROL-32 (se cree que es un satélite SIGINT Orion avanzado) preparado para su lanzamiento en un cohete Delta IV Heavy.

Mentor (a veces denominados Advanced Orion) es el nombre de una serie de satélites artificiales de reconocimiento estadounidenses dedicados a la recolección de señales de inteligencia. Son operados por la National Reconnaissance Office y fueron patrocinados por la CIA. Tres de ellos fueron lanzados desde Cabo Cañaveral mediante cohetes Titan entre 1995 y 2004 hacia una órbita geoestacionaria. Sirvieron como reemplazo de los satélites Magnum.
Se estima que el peso de cada Mentor es de unos 5200 kg y que poseen reflectores de hasta 100 metros de diámetro para sus antenas. La misión y capacidades de los satélites están altamente clasificados.

## Lista de lanzamientos
| Nombre           | Fecha de lanzamiento    | Nombre alternativo | COSPAR ID |
| ---------------- | ----------------------- | ------------------ | --------- |
| Advanced Orion 1 | 14 de mayo de 1995      | USA-110            | 1995-022A |
| Advanced Orion 2 | 9 de mayo de 1998       | USA-139            | 1998-029A |
| Advanced Orion 3 | 9 de septiembre de 2003 | USA-171            | 2003-041A |